# Серхио Катаньо
Серхио Катаньо Вергара (на испански: Sergio Cataño Vergara) е мексикански режисьор. Реализира кариерата си в компания Телевиса, първоначално е режисьор на проектите, продуцирани от Карлос Сотомайор, в периода 2004-2018 г. работи с продуцентката Анджели Несма, а от 2020 г. – с Лусеро Суарес. Серхио Катаньо е баща на актьора Диего Катаньо.

## Творчество
- Твоят живот е моят живот (2024)
- Мащехата (2022)
- Разделена любов (2022)
- Подарен живот (2020)
- Признавам се за виновна (2017/18)
- Трите лица на Ана (2016)
- Нека Бог ти прости (2015)
- Това, което животът ми открадна (2013/14)
- Бездната на страстта (2012)
- Изпълнена с любов (2010/11)
- Удар в сърцето (2008/09)
- По дяволите красавците (2007/08)
- Втора част на Любов без граници (2006/07)
- Ранени души (2006)
- Втора част на Любовен облог (2004/05)
- Сърца на границата (2004)
- Булчински воал (2003)
- Право на раждане (2001)
- Ад в рая (1999)
- Лъжата (1998)
- Любима неприятелка (1997)

## Награди и номинации
Награди TVyNovelas
| Година | Категория          | Теленовела              | Резултат  |
| ------ | ------------------ | ----------------------- | --------- |
| 2018   | Най-добър режисьор | Признавам се за виновна | Номиниран |
| 2017   | Най-добър режисьор | Трите лица на Ана       | Номиниран |
| 2013   | Най-добър режисьор | Бездната на страстта    | Номиниран |
| 2007   | Най-добър режисьор | Ранени души             | Номиниран |

Награди ACE (Ню Йорк)
| Година | Категория          | Теленовела | Резултат |
| ------ | ------------------ | ---------- | -------- |
| 1999   | Най-добър режисьор | Лъжата     | Печели   |